# 佐田彥四郎
佐田彥四郎（生卒年不詳，是日本戰國時代的忍者。

## 生平
佐田彥四郎，出身忍者流派不明，和弟甚五郎、末弟小鼠效力於毛利家部將播磨守杉原盛重，擅於偽裝之術，有「狐狸的變化」之稱號。在1578年，當毛利軍攻打播磨國上月城之際，與兩名弟弟帶20名下忍，和同為杉原盛重統領的德岡眾等忍者，於城周造謠，擾亂織田方的羽柴秀吉軍。。